# 拉瓦河
拉瓦河（法語：Lawa）是西非的河流，河道全長約100公里，自畿內亞東南部馬森塔的發源地向西南方流，進入利比里亞境內，最終在洛法縣注入洛法河。